# Edictes d'Aixoka
Els edictes d'Aixoka són 33 edictes proclamats per l'emperador Aixoka i que van ser inscrits en coves, murs, roques i els pilars d'Aixoka, una sèrie de columnes repartides pels seus dominis amb la finalitat de fer arribar el contingut d'aquests edictes a tota la població. Hi ha pilars que contenen més d'un edicte, alguns són monogràfics i d'altres no conserven el text original. Els edictes expliquen parts de la vida del seu creador i la seva visió del dharma i constitueixen un testimoni clau de la història del budisme i dels costums del segle iii aC.
El missatge central és la idea de la retribució, segons la qual hom rep en vides futures allò que provoca en aquesta.

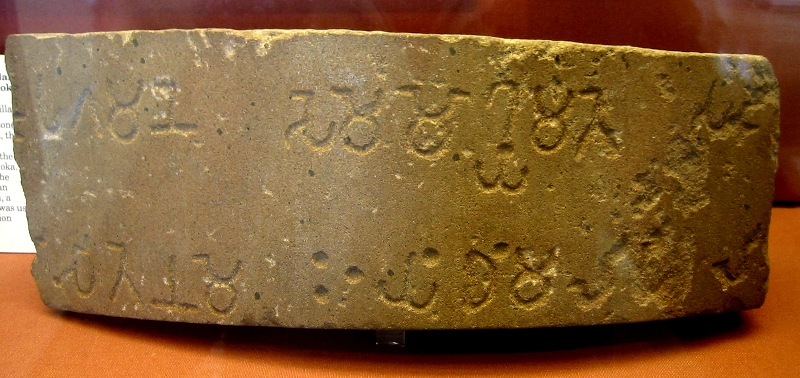
Exemple d'edicte gravat en un pilar

## Característiques generals
Els edictes es poden classificar segons tres criteris: la base de la inscripció, el seu contingut i la cronologia. Segons el suport existeixen els edictes dels pilars (dividits al seu torn entre els set edictes majors i els pilars menors), els edictes de roques majors (14), els edictes de roques menors (incloent-hi les coves de Barabar) i els edictes de Kalinga. Segons el contingut, els edictes poden ser morals, socials, biogràfics (referits a la conversió de l'emperador o als seus esforços per difondre el budisme) o híbrids. Pel que fa a la cronologia, permet agrupar els edictes en vuit grups, altament coincidents amb els suports d'escriptura: primers edictes de roques menors (258 - 257 aC), edictes de Babru (257 aC), edictes de roques majors (257 - 256 aC), edictes de Kalinga (256 aC), edictes de Barabar (250 aC), edictes dels pilars de Tarai (249 aC), els edictes dels pilars majors (243 aC) i els edictes dels pilars menors (232 aC). Se sap que iconoclastes musulmans van atemptar contra monuments de l'època, per tant podrien existir edictes o suports perduts.
Els edictes poden ser transcripcions literals de discursos d'Aixoka (i llavors comencen amb la frase "Devanampiyadasi ("l'estimat servent dels déus") parla") o directament incloure el contingut sense cap introducció. El text està escrit en pràcrit i els primers arqueòlegs no el podien desxifrar fins l'arribada en 1833 de James Prinsep, qui va identificar la llengua. Posteriorment es van observar variacions dialectals respecte l'estàndard del magadhi i d'estil, que reflectia la llengua oral, quelcom inusual en edictes reials. Es van gravar en dos sistemes d'escriptura diferents, brahmi i kharoshthi, per adaptar-se als usos locals. Alguns edictes de la zona de l'actual Afganistan estan en grec i arameu, fet que va ajudar a la traducció de determinats conceptes pràcrits. Per aquesta riquesa els edictes són de gran importància per a la filologia.

## Extensió del dharma
Els funcionaris imperials han de viatjar cada cinc anys per expandir el dharma als seus dominis, aprofitant les visites administratives. Seran els encarregats de difondre el seu principi amb paraules senzilles perquè puguin ser enteses per tota la població. Insta els seus descendents a continuar la seva obra, assegurant que ja comencen a veure's durant el seu regnat signes de l'aprovació divina, com ara estrelles propícies. Assegura que li és costós sovint deixar de costat el seu propi benestar pels altres, ja que una persona noble té més coses a què renunciar que una humil. Es penedeix personalment del mal que ha causat amb la guerra per assegurar i fer créixer el seu imperi i per això fa ferm propòsit de dedicar la seva vida a la religió.
Aquesta extensió del dharma no ha de suposar, però, persecució d'aquells que practiquin altres religions. Tampoc no es pot proclamar que el dharma és superior, sinó que cal mostrar-ho amb els actes i discutir els seus principis amb tothom. Si els funcionaris observen que els servidors imperials locals infringeixen aquestes normes o es comporten amb crueltat, tenen poder per apartar del seu càrrec als qui no han mantingut una bona conducta, digna d'Aixoka. Els presoners de guerra han de ser tractats amb misericòrdia per tal que vegin les bondats del dharma, que pot canviar la seva vida i les properes.

## Benestar animal
Aixoka s'oposa al sacrifici dels animals en festivals religiosos. També proclama que el govern ha de proveir remeis per guarir-los quan les herbes medicinals no estiguin a l'abast de la població. Igualment aboleix la caça com entreteniment dels nobles. Els animals i els éssers humans gaudeixen del mateix do de la vida, tinguin dues o quatre potes, visquin a l'aigua, l'aire o la terra i en conseqüència tots mereixen respecte. Estableix mesures per a la conservació d'espècies, es manifesta contra la castració de les bèsties i procura reduir l'aliment d'origen animal.

## Creences
Seguir el camí del dharma porta a la felicitat i tot el bé que es fa en aquesta vida rep la seva recompensa als cels i a les properes existències, fins i tot si els fruits no es veuen a l'existència present. Per això dedicar-se als altres és la més noble fita a què pot aspirar una persona i la tasca principal de l'emperador. Aquest en les seves rutes sempre passa per monestir per portar regals als monjos i instruir-se amb el seu exemple. El dharma o bona conducta és més útil que les cerimònies antigues relatives al naixement dels fills o als viatges, que eren practicades especialment per les dones. No existeixen diferències socials pel que fa a la capacitat d'assolir el bé però els monjos tenen una especial responsabilitat.

## Normes morals i socials
Als seus dominis proclama que tindrà cura dels malalts i que si la terra local no pot produir remeis adequats, els importarà per vetllar per la salut dels seus súbdits. Es plantaran arbres i es construiran fonts als costats dels camins per tal que els viatgers i veïns puguin beneficiar-se'n. No es pot permetre que cap persona quedi sense suport familiar o oficial per tal de garantir la seua manutenció. Per aquest motiu els governants, començant per ell mateix, han d'estar accessibles a les peticions de la gent. Cal vetllar per la gent gran i tractar amb benevolència els servidors. En cas d'infraccions dels subordinats, s'ha de limitar el càstig, condemnant el fet però sense causar dolor a l'infractor. El líder ha d'actuar amb els seguidors com un pare amb els seus fills, procurant la seva instrucció i el seu benestar i fent que l'estimin i no el temin.
Cal respectar els pares i els monjos i mostrar generositat amb els amics. Reconeix la dificultat de practicar sempre el bé perquè massa sovint la via del mal és més fàcil però la perseverança i l'hàbit fan que hom s'acostumi a obrar correctament. L'autocontrol, la puresa de cor i la devoció ferma són els ajuts per assolir aquest bé. També són dignes de respecte els professors. S'ha de promoure la paciència i evitar la ràbia, que és la precursora de la violència.
És important ser sincer i mantenir les promeses per guanyar-se la confiança dels veïns, parents i subordinats. L'orgull, fins i tot quan neix de la satisfacció d'haver obrat bé, és perillós per a assolir la felicitat perquè genera enveges i odi.